# Rossana Martini
Pour les articles homonymes, voir Martini.
Rossana Martini, née le 10 septembre 1926 à Empoli et morte le 2 février 1988 à Trieste dans la région du Frioul-Vénétie Julienne, est une actrice et une mannequin italienne. Elle est la première Miss Italie de l’après-guerre.

## Biographie
Rossana Martini naît à Empoli en 1926. Elle devient la première Miss Italie de l’après-guerre en 1946 lors de l’élection se déroulant dans la ville de Stresa dans le Piémont. Elle devance de peu Silvana Pampanini. Son élection est soumise à controverse car la future actrice romaine a les faveurs d’une large partie du public et celui-ci estime qu’elle est la véritable lauréate du concours.
Deux ans plus tard, en 1948, elle fait ses débuts dans le film I contrabbandieri del mare de Roberto Bianchi Montero. Elle y fait la rencontre de son futur mari, l’acteur et producteur italien Nino Crisman (it), qu’elle épouse dans les années 1960. Après plusieurs rôles secondaires, elle est l’une des principales protagonistes de la comédie Le bellissime gambe di Sabrina de Camillo Mastrocinque en 1958, aux côtés de Mamie Van Doren et d’Antonio Cifariello.
En 1964, dans la comédie La Vie aigre (La vita agra) de Carlo Lizzani, elle joue le rôle de l’épouse trompée de Luciano Bianchi (Ugo Tognazzi), un intellectuel frustré qui prépare un attentat contre un symbole de la société de consommation. En 1966, elle tourne dans le film El Greco de Luciano Salce qui est consacré au peintre et sculpteur grec El Greco. Elle termine sa carrière par un court rôle de journaliste dans le film Barbagia de Carlo Lizzani.
Elle décède à Trieste à l’âge de 61 ans.

## Filmographie
- 1948 : I contrabbandieri del mare de Roberto Bianchi Montero
- 1949 : Se fossi deputato de Giorgio Simonelli
- 1951 : Blanche-Neige, le Prince noir et les 7 Nains (I sette nani alla riscossa) de Paolo W. Tamburella
- 1953 : Dans les faubourgs de la ville (Ai margini della metropoli) de Carlo Lizzani
- 1954 : La stella dell'India de Edoardo Anton
- 1954 : Le Maître de Don Juan (Il maestro di Don Giovanni) de Milton Krims
- 1958 : Le bellissime gambe di Sabrina de Camillo Mastrocinque
- 1959 : Brevi amori a Palma di Majorca de Giorgio Bianchi
- 1960 : Il carro armato dell'8 settembre de Gianni Puccini
- 1964 : La Vie aigre (La vita agra) de Carlo Lizzani
- 1965 : Thrilling de Carlo Lizzani
- 1966 : El Greco de Luciano Salce
- 1967 : Don Giovanni in Sicilia d’ Alberto Lattuada
- 1967 : Tue et fais ta prière (Requiescant) de Carlo Lizzani
- 1969 : Barbagia de Carlo Lizzani

## Prix et distinctions
- Miss Italie 1946.

## Sources
- Roberto Poppi et Enrico Lancia, Le attrici, Rome, Gremesse, 2003 (ISBN 88-8440-214-X), p. 227.
- Stefano Masi et Enrico Lancia (trad. de l'italien), Les séductrices du cinéma italien, Rome, Gremesse, 1996, 226 p. (ISBN 88-7301-075-X, lire en ligne), p. 102.